# Magra (Mewar)
Magra fou una zila o districte de l'antic principat de Mewar. Estava formada per 328 pobles.
El lloc més interessant del districte està a uns 64 km al sud d'Udaipur (ciutat) i a uns 16 km al nord-est de Kherwara (seu antigament d'una guarnició britànica) i consisteix en un poble emmurallat anomenat Rakhabh Debasthan, amb un famós temple dels jains consagrat a Adinath o Rakhabhnath, visitat anualment per milers de pelegrins.
La vila de Magra està situada en un terreny rocós de la muntanya i mancat d'aigua, que darrerament ha estat aportada per una ONG anomenada FSD intern Elizabeth Thys & Foundation for Ecological Security (FES).